# Öksüzler, Tavşanlı
Öksüzler là một xã thuộc huyện Tavşanlı, tỉnh Kütahya, Thổ Nhĩ Kỳ. Dân số thời điểm năm 2008 là 56 người.